# Aiguille du Bouchet
Ne doit pas être confondu avec Pointe du Bouchet.
L'aiguille du Bouchet est un sommet situé dans le massif de la Vanoise, en Savoie.

## Toponymie
Le Bouchet est un toponyme de la commune d'Orelle attribué à cette pointe ayant la même étymologie que Plan-Bouchet (le vallon du centre de la station de ski d'Orelle), la pointe du Bouchet, le ruisseau du Bouchet et le glacier du Bouchet.
Bouchet ne provient pas directement du bas latin boschetum (petit bois) puisque les chalets de cet espace ne se trouvent pas dans un milieu forestier : c'est donc « Bouchet d'un nom d'homme » (patronyme à l'étymologie forestière) qui est à l'origine de ce toponyme.

## Géographie

### Situation
L'aiguille du Bouchet est un sommet de 3 254 mètres d'altitude entre les communes d'Orelle et de Saint-André. Il est situé au sud de la pointe de Thorens et au nord de la pointe du Bouchet, dominant le glacier du Bouchet et le glacier de Chavière, juste au sud du col Pierre-Lory à 3 129 mètres d'altitude,.

### Géologie
Ce sommet est principalement constitué de conglomérats de grès et d'arkoses micacés, de schistes (principalement des lutites et des siltites), de charbon (particulièrement de l'anthracite), datant d'entre le Westphalien et le Stéphanien inférieur.

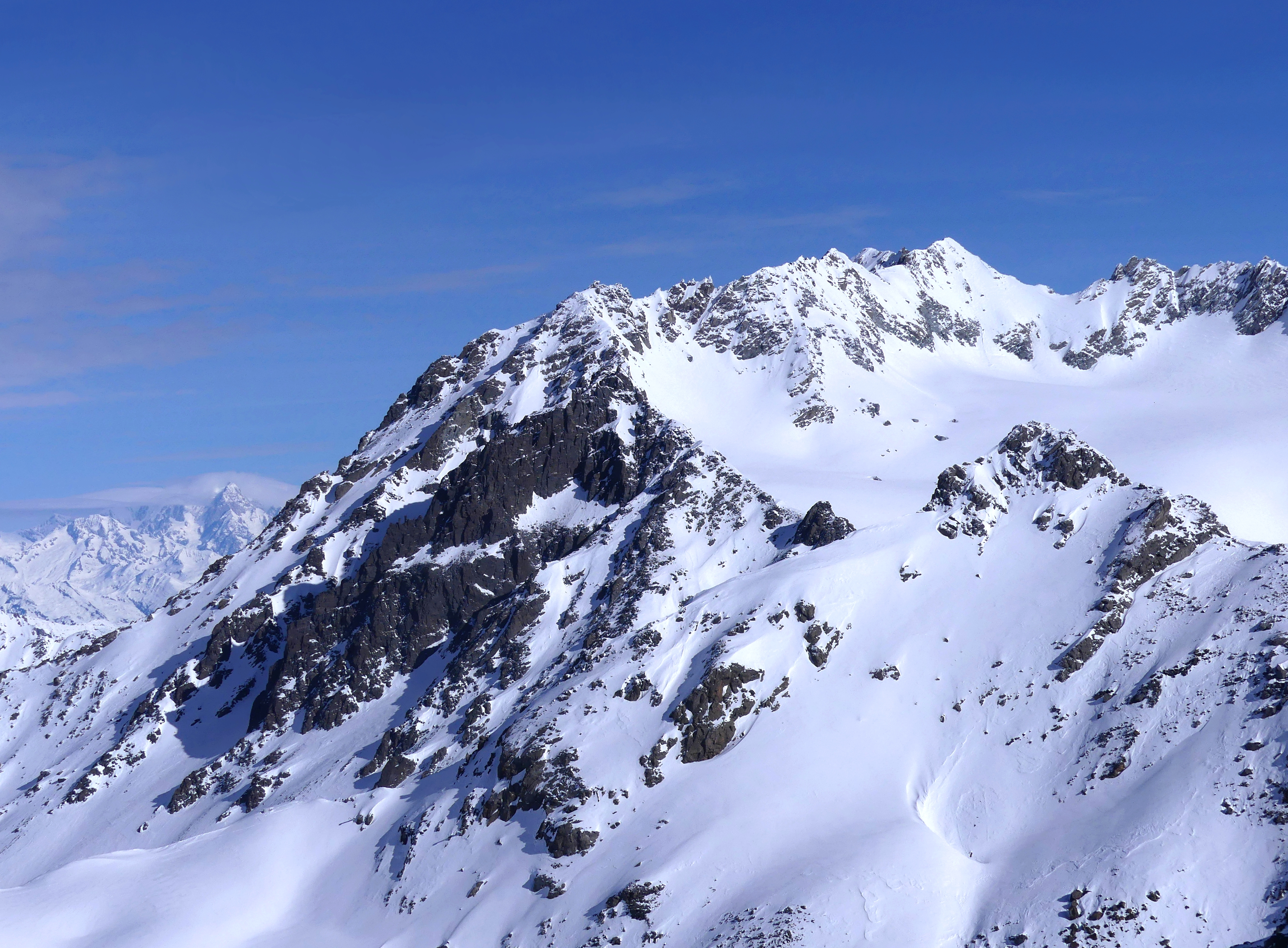
L'aiguille de Péclet au loin avec l'aiguille du Bouchet au premier plan en bas à droite depuis le sommet du télésiège du Bouchet sur la pointe du Bouchet au sud-ouest.